# Roman Polański
Roman Liebling - Romek (Pariz, 18. kolovoza 1933.) je francusko-poljski redatelj, scenarist, producent i glumac. Nakon početka karijere u Poljskoj, Polanski je postao slavni arthouse redatelj, a Hollywoodu redatelj filmova kao što su Rosemaryna beba (1968.) i Kineska četvrt (1974.).
Poznat je i po burnom privatnom životu. Njegovu suprugu, Sharon Tate, 1968. je ubila Obitelj Manson. 1978., nakon što je priznao da je imao nezakonit seksualni odnos s 13-godišnjakinjom, Polanski je otišao u Francusku, gdje živi i danas. Američko pravosuđe smatra ga bjeguncem.
Ne želeći se vratiti u Sjedinjene Države i suočiti se s uhićenjem, nastavio je režirati filmove u Europi, uključujući Ludilo (1988.), Gorki mjesec (1992.), Djevojka i smrt (1994.), Deveta vrata (1999.),  Pijanist (2002.),  Oliver Twist (2005.), Svakom svoje kino (2007.) i Pisac iz sjene (2010.).

## Životopis

### Rani život
Polanski je rođen kao Rajmund Roman Liebling u Parizu, u  Francuskoj, kao sin Bule i Ryszarda Lieblinga, koji je bio slikar i proizvođač plastike. Roditelji su mu bili  agnostici; njegov otac je bio  poljski Židov, a njegova je majka, podrijetlom iz  Rusije, odgojena kao  katolkinja jer joj je otac bio Židov, a majka katolkinja.
Obitelj Polanski 1937. se preselila u Poljsku. 1939. su Poljsku okupirale Njemačka i Sovjetski Savez. 13. studenog 1939. poljski grad  Krakow je postao sjedište  Hansa Franka. Generalni guvernat okruživao je dijelove poljske države, koje nije aneksirala Njemačka. Ubrzo je to područje trebalo "očistiti" od Židova kako bi se mogli naseliti Nijemci.
I obitelj Polanski se našla na udaru  nacizma te je bila prisiljena u Krakowski geto, zajedno s tisućama drugih poljskih Židova. Majka Romana Polanskog umrla je kasnije u koncentracijskom logoru Auschwitz. Njegov otac jedva je preživio  austrijski logor Mauthausen-Gusen. Sam Polanski je pobjegao iz Krakowskog geta, preživivši rat uz pomoć poljskog farmera katolika, na čijoj je farmi morao spavati u štali. Nakon rata je od sestre saznao da mu je majka umrla.
Školovao se u filmskoj školi u Lodzu, Poljska, u kojoj je diplomirao 1959. Polanski govori šest jezika: poljski, ruski, engleski, francuski, španjolski i talijanski. Unatoč poljskim korijenima, ima jedino francusko državljanstvo.

### Rani kratki filmovi iNož u vodi
Tijekom studija u Lodzu svojim je kratkim filmovima zaradio mnoga priznanja, posebno za Dvojica muškaraca i ormar (1958.) i Kad anđeli padnu (1959.); u potonjem je nastupila njegova prva žena, Barbara Lass. Njegov prvi dugometražni film, Nož u vodi (1962.), bio je prvi poljski poslijeratni film koji nije imao ratnu tematiku. Snimljen prema scenariju Jerzyja Skolimowskog, Jakuba Goldberga i samog Polanskog, Nož u vodi govori o bogatom, nesretnom bračnom paru koji odlučuje krenuti na misteriozni izlet. Iako ga poljski kulturni autoriteti nisu dobro prihvatili zbog manjka pozitivne društvene poruke, Nož u vodi je ipak postao komercijalni uspjeh na zapadu te Polanskom dao međunarodnu reputaciju. Film mu je donio i prvu nominaciju za Oscara (Najbolji strani film, 1963.).

### Britanski filmovi iz sredine šezdesetih
Polanski je nakon toga u  Engleskoj snimio tri dugometražna filma, temeljena na originalnim scenarijima koje su napisali on i njegov česti suradnik, Gerard Brach:
- Odbojnost (1965.) - Psihološki horor fokusiran na mladu Belgijanku Carol (Catherine Deneuve), koja živi u Londonu sa svojom starijom sestrom (Yvonne Furneaux). Dok radi kao pomoćnica u salonu ljepote, Carol često fizički zadirkuju stariji muškarci te ona postaje sve više uznemirena. Njezina sestra odlazi s dečkom na vikend u  Italiju, a Carol ostaje sama u njihovom zajedničkom stanu. Carolin poremećeni um konačno napušta stvarnost i počinje halucinirati o seksualnim prijetnjama, na što ona odgovara očajničkim, nasilnim metodama s tragičnim epilogom.
- Cul-de-Sac (1966.) - Sumorna  nihilistička tragikomedija snimljena na lokaciji u Morthumbriji. Opći ton i temeljna premisa filma puno duguju U očekivanju Godota  Samuela Becketta. Uistinu, originalni naslov filma bio je When Katelbach Comes (Kad dođe Katelbach), a među glumcima se našao i Jack MacGowran, veteran Beckettove kazališne produkcije. Film govori o dva gangstera, Dickieju i Albieju (Lionel Stander i MacGowran) koji se nalaze u nezgodnoj situaciji nakon što im nije uspio prepad. Film počinje s Dickiejem kako gura njihov uništeni auto po nasipu uz otoke Lindisfarne. Indicira se da je u pucnjavi koja se odigrala za vrijeme pljačke ostavila Albieja okrvavljenog i paraliziranog, a Dickie, koji je također ranjen ali pokretan, sada traži način kako da stupi u kontakt s njihovim šefom iz podzemlja, Katelbachom. (Kao i u Beckettovu Godotu, Katelbach se često spominje, ali se nikad ne pojavljuje). Dok traži otok, Dickie otkriva da u slavnom srednjovjekovnom dvorcu živi srednjovječni čovjek (Donald Pleasence) i njegova nimfomanijakalna mlada francuska žena (Francoise Dorleac, starija sestra Catherine Deneuve). Počinje niz grotesknih događaja, smiješnih i tragičnih, nakon što Dickie odlučuje uzeti par kao taoce u njihovom dvorcu dok čeka (uzaludno) za daljnje upute od misterioznog Katelbacha.
- Bal vampira (1967.) - Parodija na mnoge vampirske filmove. Priča govori o ludom profesoru zvanom Abronsius (Jack MacGowran) i njegovu nespretnom pomoćniku, Alfredu (kojeg glumi sam Polanski), koji putuju kroz  Transilvaniju u potrazi za vampirima. Dvojac dolazi u malo selo blizu dvorca nastanjenog vampirima, koji planiraju istražiti. Tijekom noćenja u seoskoj krčmi, Alfred se zaljubljuje u Sarah, lokalnu djevojku (koju glumi redateljeva buduća žena, Sharon Tate). Ubrzo Sarah otimaju vampiri i odvode je u dvorac. Ostatak filma odnosi se na Abronsiusove i Alfredove mahnite pokušaje da uđu u dvorac i spase djevojku. Neočekivani i jezoviti kraj je klasični Polanski.

### Veza sa Sharon Tate,Rosemaryna bebai Mansonova ubojstva
Polanski je malo prije snimanja Bala vampira upoznao zvijezdu u usponu, Sharon Tate, a tijekom produkcije dvoje su počeli hodati. 25. siječnja 1968. Polanski je oženio Sharon Tate u Londonu. U svojoj autobiografiji, Polanski opisuje svoje kratko vrijeme s Tate kao najbolje godine svojeg života. Tijekom ovog perioda, postao je dobar prijatelj s majstorom borilačkih vještina i glumcem,  Bruceom Leejem.
Ubrzo nakon toga, 1968., Polanski je otišao u  Sjedinjene Države, gdje se svojim prvim hollywoodskim filmom, Rosemaryna beba, predstavio kao jedan od glavnih komercijalnih redatelja. Film je satirični horor-triler smješten u New York, a govori o Rosemary (Mia Farrow), mladoj nevinoj djevojci iz Omahe, Nebraska, koja zatrudni s vragom nakon što njezin narcisoidni muž, Guy (John Cassavetes), ponudi njezinu maternicu lokalnim vješticama u zamjenu za uspješnu karijeru. Rosemaryna beba temeljena je na tada popularnom istoimenom romanu Ire Levina, koji je Polanski adaptirao u scenarij, čime je zaradio svoju drugu nominaciju za Oscara.
9. kolovoza 1969., Tate, koja je bila u osmom mjesecu trudnoće, i još četvero (Abigail Folger, Jay Sebring, Wojciech Frykowski i Steven Parent), brutalno su ubili članovi "Obitelji" Charlesa Mansona, koji su ušli u redateljev dom na Cielo Driveu u Hollywoodu kako bi "ubili sve živo". Prijašnji stanar, Terry Melcher, razbjesnio je Charlesa Mansona jer je odbio pustiti njegovu glazbu. Terry Melcher i njegova djevojka u to vrijeme, Candice Bergen, živjeli su u Cielo Driveu 10050, ali su se preselili u veljači 1969. U ožujku 1969., uselili su se redatelj Roman Polanski i njegova trudna žena Sharon Tate.
Kad im je Manson rekao da odu na imanje i pobiju sve, poslušali su ga. Nakon što su Parent, Sebring, Frykowski i Folger ubijeni, Tate je molila za život njezina nerođenog sina. Susan Atkins je odgovorila nema milosti za nju, i ubila ju. Natopila je malo Tateine krvi i ručnikom na ulaznim vratima napisala "SVINJA".
Polanski je u vrijeme ubojstava bio u Engleskoj te se odmah vratio u Los Angeles, gdje ga je ispitivala policija. Kako nije bilo osumnjičenika, policija je provjeravala prošlost Polanskog i Tate kako bi otkrila motiv. Nakon nekoliko mjeseci, Manson i njegova "obitelj" su uhićeni s nepovezanim optužbama, koje su otkrile dokaze onoga što je postalo poznato kao Tate-La Bianca ubojstva. Polanski se vratio u Europu ubrzo nakon što su ubojice uhićene. Poslije je rekao kako je dao sve svoje stvari koje su ga podsjećale na Sharon Tate, i da najviše žali što nije bio kući s njom u noći njezina ubojstva.
Polanski je 1969. izgubio i prijatelja i suradnika Krzysztofa Komedu (1931. – 1969.). Komeda je bio popularni jazz umjetnik u Poljskoj kad mu je redatelj prišao i zamolio ga da sklada glazbu za kratki film. Skladao je glazbu za gotovo sve njegove filmove sve dok nije umro od ozljede glave. U Americi je najpoznatiji po soundtracku za film Rosemaryna beba.

### Filmovi 1970-ih
- Macbeth (1971.) - Njegov prvi film nakon ubojstva Sharon Tate bila je blijeda i nasilna filmska verzija  Shakespeareova Macbetha (1971.), koji je gotovo u cijelosti sniman u krševitim predjelima nacionalnog parka Snowdonia u Sjevernom Walesu; u glavnim ulogama pojavili su se Jon Finch i Francesca Annis. Polanski je scenarij napisao s proslavljenim britanskim dramaturgom i kazališnim kritičarem, Kennethom Tynanom, dok se za financijsku stranu priče pobrinuo njegov prijatelj Victor Lownes, koji je u to vrijeme bio direktor Playboya u Londonu. Mnoge kritičare je zasmetalo nemilosrdno nasilje u filmu kao i redateljeva blijeda modernistička interpretacija Shakespearove tragedije. Pauline Kael je napisala da je scena u kojoj su zaklani ukućani Lady Macduff snimljena tako da podsjeća na Mansonova ubojstva.
- Što? (1972.) - Film koji su napisali Polanski i njegov stari partner Gerard Brach, Što? je sarkastična apsurdna komedija snimljena u stilu Rogera Vadima i Terryja Southerna, a djelomično je temeljena na temama Alise u zemlji čudesa i  Henryja Jamesa. Film je razvučena priča o seksualnim poniženjima koja snalaze Nancy (Sydne Rome), privlačnu mladu Amerikanku, članicu hipi supkulture, koja stopira Europom. Nakon što je izbjegla silovanje u kabini kamiona, ubrzo se nađe u stakleničkoj atmosferi talijanske vile nastanjene skupinom dekadentnih, pohotnih lakrdijaša - glavnu trojicu junaka glume Marcello Mastrioanni, Hugh Griffin i sam Polanski. Film je bio komercijalni promašaj, iako je među nekima stekao kultni status.
- Kineska četvrt (1974.) - Polanski se 1973. vratio u Hollywood kako bi snimio Kinesku četvrt za studio Paramount. Legendarni šef Paramounta Robert Evans, koji je prethodno angažirao da 1968. snimi Rosemarynu bebu, bio je producent filma. Film se temeljio na scenariju Roberta Townea, a u glavnim ulogama nastupili su Jack Nicholson, Faye Dunaway i John Huston. Kineska četvrt je mračna priča o građanskoj i obiteljskoj korupciji smještena u tridesete godine u Los Angeles, s Towneovom film noir pričom inspiriranom povijesnim nesuglasicama oko prava na zemlju i vodu koje su obilježile urbani razvoj južne  Kalifornije tijekom 1910-ih i 1920-ih. Polanski je nastupio u cameo ulozi kao kriminalac koji Gittesu razbija nos nakon što se detektiv narugao njegovoj sićušnoj građi. Film je bio nominiran za 11 Oscara, a osvojio je za  najbolji originalni scenarij. Kineska četvrt pokazala se kao njegov najveći komercijalni i kritički uspjeh, a mnogi vjeruju i njegovo najbolje djelo. Danas se film smatra klasikom modernog Hollywooda.
- Stanar (1976.) - Polanski se vratio u Europu kako bi snimio svoj sljedeći film, Stanar, koji je bio temeljen na romanu Rolanda Topora iz 1964., francuskog pisca poljsko-židovskih korijena. Osim što je režirao film, Polanski je nastupio u ulozi Trelkovskyja, plašljivog Poljaka - imigranta koji živi u Parizu za kojeg se čini da je opsjednut mladom ženom koja je počinila samoubojstvo skočivši s prozora iz svog stana. Mnogi su primijetili sličnosti s Odbojnošću i Rosemarynom bebom, a zajedno s ova dva prijašnja filma, Stanar se može vidjeti kao treći nastavak nepovezane trilogije filmova koji istražuju temu urbanog otuđivanja i socijalne anomije nasuprot psihičkom i emocionalnom slomu izoliranog individualca. Snimatelj filma bio je redoviti kamerman  Ingmara Bergmana, Sven Nykvist, a Isabelle Adjani i Shelley Winters su nastupile u sporednim ulogama.

### Optužbe za silovanje i druge seksualne prijestupe
Polanski se 1977., s 44 godine, našao u središtu skandala s 13-godišnjom Samanthom Geimer (tada poznatoj kao Samantha Gailey). Na kraju je priznao krivnju za seksualni odnos s maloljetnicom.
Prema Geimer, Polanski je pitao njezinu majku može li je fotografirati za francusko izdanje Voguea. Majka je dopustila privatno snimanje. Prema Geimer u intervjuu iz 2003., "Sve je išlo glatko; tada mi je rekao da se presvučem, pred njim." Dodala je, "Nije bilo u redu, a nisam se htjela vratiti za drugo snimanje."
Međutim, nakon prvog snimanja, pristala se na drugo, koje se odigralo 10. ožujka 1977. u području Mulhollanda u Los Angelesu, blizu imanja Jacka Nicholsona. "Snimili smo fotografije na kojima ja pijem šampanjac," rekla je Geimer. "Na kraju je postalo pomalo zastrašujuće te sam shvatila da on ima i drugih namjera i da nisam ondje gdje bih trebala biti. Jednostavno nisam znala kako bih pobjegla odatle." Geimer je tvrdila kako ju je Polanski seksualno napastovao nakon što joj je dao kombinaciju šampanjca i tableta. U intervjuu iz 2003., Geimer je rekla kako se odupirala. "Nekoliko sam puta rekla ne, ali tada, pa, odustala sam od toga".
Polanski je prvotno osuđen za silovanje uz upotrebu droge, perverziju, sodomiju, razuzdanost i čin lascivnosti nad djetetom mlađim od 14 godina, i davanje lijekova maloljetniku, ali ove optužbe su odbačene nakon njegove nagodbe. Izjasnio se krivim za manju optužbu ulaska u nezakoniti seksualni odnos s maloljetnikom.
U svojoj autobiografiji, Roman by Polanski, Polanski je ustvrdio da je Geimerina majka iskoristila kćer kako bi ga ucijenila.

### Bjegunac
Polanski je 1. veljače 1978. odletio za  Francusku, gdje je dobio državljanstvo. Dobio je informaciju da će sudac zanemariti nagodbu, nakon čega bi vjerojatno bio osuđen na 50 godina. Francuska odbija izručiti svoje državljane što je utvrđeno ugovorom između Francuske i Sjedinjenih Država. Prema tome, američki zahtjev za izručenje nije odobren. Američka vlada može zatražiti da Polanskom sudi francusko pravosuđe po kalifornijskim optužbama, ali taj zahtjev nikad nije odaslan.
Sjedinjene Države još mogu zatražiti uhićenje i izručenje Polanskog od vlasti drugih zemalja ako ih posjeti. Polanski je zato izbjegavao posjete zemljama koje bi ga mogle izručiti, kao što je Velika Britanija, uglavnom putujući između Francuske i Poljske.
U intervjuu iz 2003., Samantha Geimer je rekla, "Iskreno, ono što mi je učinio bilo je pogrešno. Ali htjela bih da se vrati u Ameriku tako da završi muka za oboje." Nadalje, "Sigurna sam, da se može vratiti, ne bi to ponovno učinio. Učinio je strašnu pogrešku, ali je platio za nju."
Polanski se ne može vratiti u Sjedinjene Države od događaja iz 1977. i 1978., ali je u svojoj autobiografiji istaknuo da nikad nije trajno boravio u SAD-u. U vrijeme uhićenja 1977., u Americi je bio posredstvom vize, a uhićenje se odigralo u predvorju hotela u kojem je odsjeo. Dotada je režirao devet filmova, ali samo su dva (Rosemaryna beba i Kineska četvrt) snimljeni u SAD-u.

### SlučajVanity Fair
Polanski je 2004. tužio časopis Vanity Fair zbog klevete. Članak iz časopisa iz 2002., kojeg je napisao A.E. Hotchner, naveo je tvrdnju Lewisa Laphama, urednika Harper'sa, da se Polanski nabacivao mladoj manekenki dok je putovao na sprovod Sharon Tate, tvrdeći da od nje može stvoriti "novu Sharon Tate". Sud je dopustio Polanskom da svjedoči putem video linka nakon što je izrazio strah da bi mogao biti izručen ako uđe u Ujedinjeno Kraljevstvo.
Tijekom suđenja, koje je počelo 18. srpnja 2005., tvrdilo se da se navodna scena u slavnom njujorškom restoranu Elaine's nije mogla dogoditi tog dana, jer je Polanski u tom restoranu ručao tri tjedna kasnije. Polanski je tijekom suđenja otkrio da nije bio vjeran dok je bio u braku sa Sharon Tate.
Polanskom je Vrhovni sud u Londonu dodijelio odštetu od pedeset tisuća funti. Edward Graydon Carter, urednik Vanity Faira, je odgovorio, "Nevjerojatno mi je da čovjek koji živi u Francuskoj u britanskoj sudnici može tužiti časopis koji se objavljuje u Americi".

### Kasnija karijera
Polanski je svoj sljedeći film, Tess (1979.), posvetio svojoj pokojnoj ženi, Sharon Tate. Prema redatelju, nakon što je provela neko vrijeme s njim u Londonu u ljeto 1969., Tate je na njegovom noćnom ormariću ostavila primjerak Tess of the d'Urbervilles Thomasa Hardyja, s porukom da bi to mogao biti dobar film. Vratila se u Ameriku, a ubrzo nakon toga je ubijena.
Tess je bio njegov prvi film nakon uhićenja u Los Angelesu 1977., a zbog američko-britanske prijetnje izručenja, Tess je sniman na sjeveru Francuske umjesto u Hardyjevu Dorsetu i Wilshireu. Film je postao najskuplji svih vremena u Francuskoj. Producentu Claudeu Berriju je trosatni film zadao probleme s pronalaskom distributera u Sjevernoj Americi. Film je konačno objavio studio Columbia Pictures, koji je distribuirao i redateljev prijašnji film, Macbeth. Tess se pokazao kao komercijalni pogodak, a hvalile su ga i kritika i publika. Polanski je za film osvojio nagrade Cesar za najbolji film i najboljeg redatelja, a zaradio je i četiri nominacije za Oscara (i njegovu drugu nominaciju za najboljeg redatelja). Druge dvije bile su za fotografiju i scenografiju.
Do njegovog sljedećeg filma,  Gusari (1986.) prošlo je gotovo sedam godina. Bila je to raskošna ekranizacija s  Walterom Matthauom. Po izlasku, film se pokazao kao komercijalna i kritička katastrofa.
Nakon debakla Gusara, slijedio je još jedan, film  Ludilo (1988.), s glumicom i modelom Emmanuelle Seigner, s kojom se redatelj oženio 1989. Ona će nastupiti u još dva njegova filma, Gorki mjesec (1992.) i Deveta vrata (1999.). Polanski i Seigner zajedno imaju dvoje djece, Morgane i Elvisa, s tim da je potonji dobio ime po njegovom omiljenom pjevaču,  Elvisu Presleyju.
1997. je režirao kazališnu verziju Bala vampira, mjuzikla, koji je prikazan u Beču 4. listopada 1997. kao Tanz der Vampire, što je njemački naziv filmske verzije. Nakon završetka prikazivanja u Beču, komad se uspješno davao u Stuttgartu i Hamburgu, u  Njemačkoj.
U svibnju 2002. je osvojio  Zlatnu palmu na  Filmskom festivalu u Cannesu za  Pijanista, za kojeg će osvojiti nagrade Cesar za najbolji film i režiju, kao i Oscar za najboljeg redatelja. Nije prisustvovao dodjeli Oscara u Hollywoodu. Nakon proglašenja pobjednika, Polanski je pobrao ovacije većine prisutnih.
Tijekom ljeta i jeseni 2004., Polanski je snimio novu adaptaciju romana  Charlesa Dickensa,  Oliver Twist, temeljenu na scenariju Ronalda Harwooda. Snimanje se odvijalo u studijima Barrandov u Pragu, Češka. U glavnim ulogama su se pojavili Barney Clark (Oliver Twist), Jamie Foreman (Bill Sykes), Harry Eden (Artful Dodger), Ben Kingsley (Fagin), Leeanne Rix (Nancy) i Edward Hardwicke (G. Brownlow).

## Filmografija
| Godina | Film                 |
| ------ | -------------------- |
| 1955.  | Čarobni bicikl       |
| 1957.  | Ubojica              |
| 1957.  | Toothful Smile       |
| 1957.  | Prekid plesa         |
| 1958.  | Dva muškarca i ormar |
| 1959.  | Lampa                |
| 1959.  | Kad anđeli padnu     |
| 1960.  | Debeli i mršavi      |
| 1961.  | Sisavci              |
| 1962.  | Nož u vodi           |
| 1965.  | Odbojnost            |
| 1966.  | Cul-de-Sac           |
| 1967.  | Bal vampira          |
| 1968.  | Rosemaryna beba      |
| 1971.  | Macbeth              |
| 1973.  | Što?                 |
| 1974.  | Kineska četvrt       |
| 1976.  | Stanar               |
| 1979.  | Tess                 |
| 1986.  | Gusari               |
| 1988.  | Ludilo               |
| 1992.  | Gorki mjesec         |
| 1994.  | Djevojka i smrt      |
| 1999.  | Deveta vrata         |
| 2002.  | Pijanist             |
| 2005.  | Oliver Twist         |
| 2007.  | Svakomu svoje kino   |
| 2010.  | Pisac iz sjene       |

## Vanjske poveznice
- Roman Polanski  Arhivirana inačica izvorne stranice od 24. lipnja 2007. (Wayback Machine) Službena stranica
- Roman Polanski u internetskoj bazi filmova IMDb-u (engl.)
- March, 1977 Grand Jury Testimony of Polanski's victim  Arhivirana inačica izvorne stranice od 21. srpnja 2005. (Wayback Machine)
- Media coverage of the Polanski rape trial
- interview with Samantha Geimer  Arhivirana inačica izvorne stranice od 3. srpnja 2008. (Wayback Machine)
- Roman Polanski site by French writer Alexandre Tylski  Arhivirana inačica izvorne stranice od 12. listopada 2018. (Wayback Machine)
- Interview with Roman Polanski  Arhivirana inačica izvorne stranice od 8. ožujka 2007. (Wayback Machine)
- The Guardian profile: Roman Polanski
- Interview on the Charlie Rose Show at Google video.  Arhivirana inačica izvorne stranice od 23. kolovoza 2007. (Wayback Machine)